# 코로나19 범유행의 영화계 여파

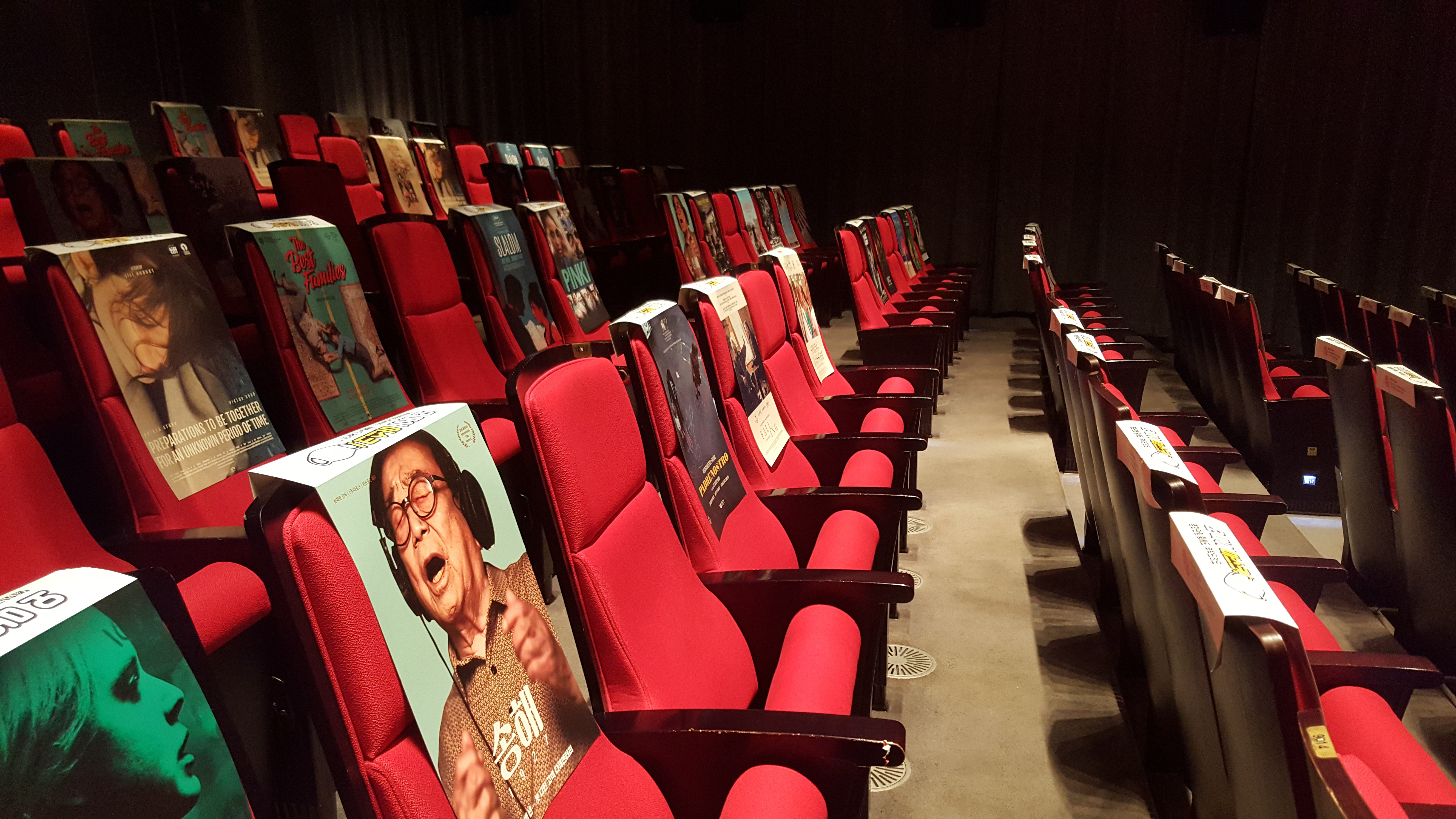
2020년 10월 개막한 부산국제영화제. 정상 개최 과정에서 상영관 내 좌석 간 거리두기를 시행하는 등 코로나19의 철저한 감염방지 대책을 시행해야 했다.

코로나19 범유행은 예술계 여파와 더불어 영화업계에 끼치는 영향도 지속되고 있다. 전세계 각지의 영화관과 극장은 영업을 중단하였고 영화제와 영화상 역시 행사를 취소하거나 연기, 축소하였으며, 각종 영화 개봉작들 역시 개봉일자를 미루거나 개봉 자체를 보류하였다. 영화관이 문을 닫으면서 전세계 박스오피스 역시 10억 달러 규모의 하락세를 보였고, 그대신 온라인 스트리밍 서비스가 인기를 얻으며 부상하였다. 2020년 3월 이래 개봉이 예정되어 있던 대다수 블록버스터 영화 역시 개봉을 연기하거나 취소하였고, 영화제작 작업 역시 중단되었다.
코로나19 범유행의 발원지였던 중화인민공화국의 영화 시장은 춘절 특수기간 동안 각 영화관이 전면 폐쇄되면서 2020년 3월부로 20억 달러에 달하는 손실을 보았고, 중국에 뒤이어 대한민국과 일본 등 다른 아시아 국가의 영화 시장에도 여파가 이어졌다. 북미 박스오피스의 경우 3월 13일~15일 기준 주말 흥행기록이 1998년 이래 최저치를 기록하기도 했다. 2020년 10월에는 007 시리즈의 신작 《노 타임 투 다이》의 개봉이 연기되자 세계 2위 규모의 영화관 체인점인 시네월드가 모든 지점의 영업을 중단하고 휴업에 들어가기도 했다.

## 박스오피스

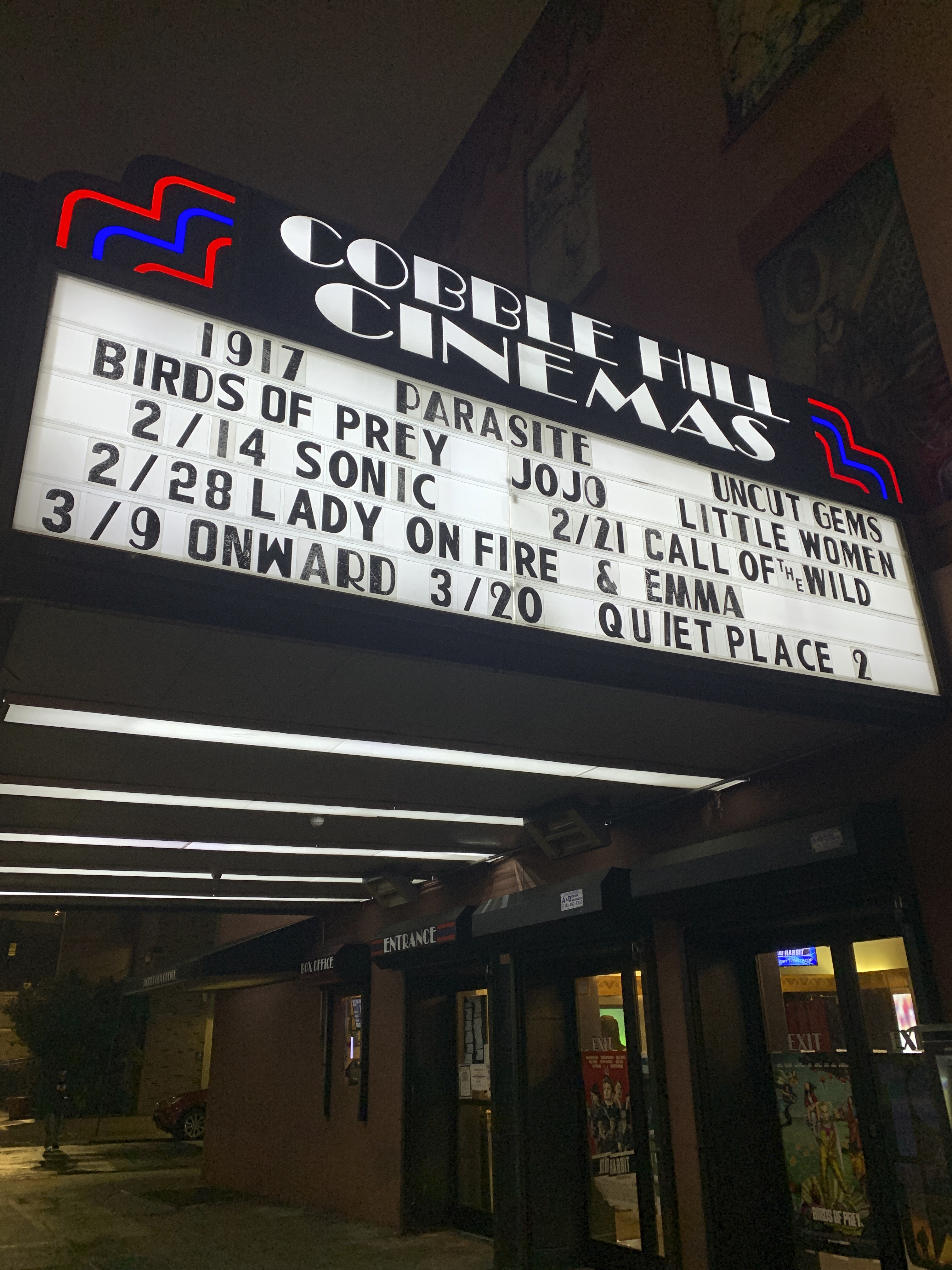
2020년 2월 미국 뉴욕시 브루클린의 영화관에 붙은 안내문. 《콰이어트 플레이스 2》의 개봉이 연기되었다고 안내하고 있다.

코로나19의 범유행이 극심했던 국가들 사이에서는 각 영화관의 영업이 아예 전면 중단 내지는 제한되면서, 흥행수익과 관람객수에도 부정적인 영향을 끼쳤다. 중화인민공화국에서는 2020년 1월 한 달사이에만 7만 개의 영화관이 문을 닫았다. 이후 2월까지 중국의 박스오피스 규모는 390만 달러에 그치면서, 전년도의 21억 4800만 달러와 비교하면 대폭 감소한 결과를 보였다.
2020년 1월부터 2020년 3월 3일까지 중국 본토를 제외한 전세계 박스오피스의 하락 규모는 국가별로 상이했다. 이탈리아는 70~75%, 대한민국이 60%였고, 홍콩·필리핀·싱가포르 35%, 대만 30%로 그 뒤를 이었다. 전세계 주요 시장으로 꼽히는 미국 로스앤젤레스의 영화시장은 4월 박스오피스 규모가 전년도 대비 20% 감소할 것으로 전망되었다. 비슷한 시기 집계된 자료에서는 올 한해 전세계 영화 박스오피스가 코로나19로 인해 약 50억 달러가량 감소할 것으로 전망되었다.
2020년 3월 8일 이탈리아에서는 코로나19 방역대책의 일환으로 이탈리아 정부가 전국의 모든 영화관을 한달간 폐쇄하는 조치를 내렸다. 이 당시 이탈리아 박스오피스 규모는 3월 6-8일 주말 흥행기록 기준으로 전년도 대비 94%나 폭락한 것으로 추산되었다. 프랑스에서는 전국 영화관의 상영관 내 접촉을 방지하기 위해 관람가능 좌석수를 절반으로 줄이고 좌석간 거리두기를 시행하였으며, 아일랜드와 북아일랜드의 영화체인점인 옴니플렉스 시네마도 비슷한 조치를 시행하였다. 3월 12일에는 카타르가 전국의 모든 영화관을 폐쇄하였고, 3월 17일에는 미국이, 3월 18일에는 말레이시아와 태국이, 3월 20일에는 영국이, 3월 22일에는 오스트레일리아와 뉴질랜드가, 3월 27일에는 싱가포르가 뒤를 이었다. 4월 7일 일본에서는 도쿄도를 포함 6개현에서 비상사태가 선포되면서 220여곳에 달하는 영화관이 영업을 중단했다.
미국의 경우, 2020년 3월 연방정부의 비상사태 선포에도 불구하고 영화관 내 단일 상영관 수용객이 1000명을 초과하지 않은 덕에 캘리포니아주의 대중집회 금지조치가 면제될 수 있었다. 전미극장주협회의 캘리포니아·네바다 대표는 역사적으로 이와 비슷한 비상사태에서도 영업을 계속했다는 점을 근거로 영업을 유지하겠다는 입장을 밝혔으나, 영화관 영업중단조치를 지지하는 미국 내 여론도 적지 않은 것으로 조사되었다. 3월 15일 데드라인 할리우드는 미국 전역에서 100여곳 넘는 영화관이 문을 닫았으며 지역정부의 명령으로 폐쇄되거나 극장 스스로 수익이 나지 않아 영업을 포기한 것으로 조사됐다. 이러한 흐름은 결국 3월 17일 사회적 집회의 제한조치가 전국적으로 시행됨에 따라 미국 전역의 영화관이 영업을 중단하는 결과를 맺었다. 다만 관람객이 차 안에서 머물면서 감염우려 없이 감상할 수 있는 드라이브인 극장은 폐쇄되지 않고 계속 운영되면서 반짝 인기를 얻기도 하였다.
그 결과 미국의 3월 첫째주 주말 박스오피스 규모는 전년도와 비교해 대폭 축소되었다. 2019년 3월에 개봉한 《캡틴 마블》의 미국 내 주말 오프닝 성적은 1억 5300만 달러에 달했으나, 2020년 3월 같은기간 박스오피스 1위에 오른 《온워드: 단 하루의 기적》의 오프닝 성적은 3900만 달러에 그쳤다. 3월 둘째주에는 주말 박스오피스 전체 규모가 5530만 달러에 그치면서, 1998년 10월 30일~11월 1일 박스오피스 규모 이래 최저치를 기록함과 동시에, 2001년 9·11 테러 직후보다 더 낮은 흥행규모 감소를 기록하게 되었다. 《온워드》 역시 1050만 달러 수익을 거둬들이며, 해당 주말의 유일한 천만달러 흥행작인 동시에 주말 흥행 1위 자리를 유지했음에도 불구, 역대 픽사 영화 중 가장 큰 전주 대비 흥행 하락폭을 기록하고 말았다. 결국 3월 19일 월트 디즈니 스튜디오와 유니버셜 픽쳐스는 당분간 박스오피스 자료를 보도하지 않겠다고 밝혔다. 이에 따라 미국의 마케팅업체 컴스코어 역시 박스오피스 추산과 관련 통계 보도를 무기한 중단하겠다고 발표하였다.
2020년 3월 26일 중화인민공화국에서 코로나19 확진자의 지역감염 비중이 0%를 기록하면서 영화관 영업 재개가 이뤄지기 시작, 상하이시를 비롯한 각 도시에서 200여곳 넘는 영화관이 문을 열었다고 보도되었으나, 다음날 당국의 조치로 전국 영화관이 다시 전면 폐쇄되기도 했다.

## 영화계 일정

### 영화상
코로나19 범유행이 본격화되던 2020년 3월부터는 두 개의 영화상이 시상식을 진행하였다. 2월 28일 제45회 세자르상과 3월 6일 제43회 일본 아카데미상이 그 주인공으로, 일본 아카데미상의 경우 본래 일정보다 앞당겨 진행되었으며 게스트나 취재진 참석 없이 진행되었다. 바로 다음날인 3월 7일 예정되었던 제14회 세이유상은 현장 시상식을 취소하고 분카방송의 웹 라디오 프로그램 특별 편성으로 수상자를 발표하는 식으로 진행되었다. 제40회 골든라즈베리상 시상식 역시 3월 14일에 예정되어 있었으나 전면 취소하기로 하였고, 수상자는 3월 16일 유튜브 공식채널를 통해 발표되었다.
이어 3월 27일 예정됐던 국제인도영화아카데미상이 취소되었고, 이탈리아 아카데미에서 주최하는 다비드 디 도나텔로상 역시 4월 3일에서 5월 8일로 시상식을 연기하였다. 똑같이 4월에 예정되어 있던 미국영화협회의 줄리 앤드류스 공헌상 수여식도 여름으로 연기되었다. 2020년 플라티노상 역시 개최 연기되었다.
한편 2021년에 개최될 예정인 아카데미상과 골든글로브상은 올 한해 후보자격 기준을 수정하기로 하였는데, 기존 규정에는 후보작이 최소 상영기간동안 극장에서 개봉해야 한다는 조건을 내세웠기 때문이다. 할리우드 외신 기자 협회에 따르면 이번 골든글로브상에서는 넷플릭스 작품 같은 디지털 매체를 통해 개봉된 영화의 경우, 3월 15일 이후 미국 로스앤젤레스에서 "실제 극장 개봉"이 예정되어 있었다면 후보자격에 부합하게 되며, 영업중단 기간이 불확실하다는 점을 감안하여 3월 15일로부터의 마감기준일은 추후 결정하게 된다. 골든글로브 외국어영화상 역시 해당 작품의 제작국가에서 3월 15일부터 마감기준일까지 극장개봉이 이뤄질 예정이었다면 후보자격을 부여하도록 하였다. 제93회 아카데미상도 극장 개봉이 예정되어 있었다면 구독형·구입형 VOD 서비스를 통해 공개된 영화도 후보에 이름을 올릴 수 있도록 하였다. 영화관 영업재개가 충분히 이뤄진다면 최소 일주일간 극장상영이 이뤄져야 한다는 기존 조건이 다시 적용된다. 그밖에도 상영 대상지역 역시 로스앤젤레스와 더불어 미국 주요 5개도시 중 한 곳에서 개봉하였다 하더라도 후보자격에 들도록 바뀌었다.
2020년 6월 15일, 제93회 아카데미상 시상식이 2월 28일에서 4월 15일로 두 달 연기하여, 후보작의 개봉 기한도 12월 31일에서 이듬해 2월 28일로 연장되었다. 한편으로 아카데미 공로상과 아카데미 과학기술상은 무기한 연기된다. 이어서 BAFTA상도 제74회 영국 아카데미상 시상식을 4월로 연기한다고 밝혔다. 6월 22일에는 골든글로브상도 2021년 1월 초에서 2월 28일로 연기되면서 당초 아카데미상이 치러질 날짜에 진행되는 것으로 결론이 났다.

## 같이 보기
- 2020년 영화
- 코로나19 범유행의 예술계 여파
- 코로나19 범유행으로 영향을 받은 영화 목록